# Пётр Дамаскин
Пётр Дамаски́н (греч. Πέτρος ὁ Δαμασκηνός) — православный подвижник, учёный инок, живший во второй половине XII века в Дамаске.
Канонизирован Православной церковью в лике священномученика; Память совершается (9) 22 февраля.

## Биография
О его жизни мало известно, сочинения его до XIX века в России были известны лишь по отрывкам, находящимся в сочинениях преподобного Иосифа Волоцкого и в славянском «Добротолюбии», а также по целым текстам, хранящимся в рукописях Московской синодальной библиотеки и библиотек парижской, венской и др.
Его творения пользуются большим авторитетом — их даже называют «Малым Добротолюбием». Лишь в 1874 году они изданы в русском переводе с греческого в Москве. Из них наибольшего внимания заслуживают рассуждения о том, что не следует бояться опасности при защите истины; об удалении от греха; о заповедях Господних; о трёх силах души; о брани духовной.
Петр Дамаскин — один из древних писателей, особенно уважаемых русскими старообрядцами. Причиной этого было то, что в сочинении, вошедшем в Добротолюбие
изложено учение о двоеперстии: «Два перста и едина рука (δύω δάκτυλοι, και η μια χεὶρ) являют Распятого Господа нашего Иисуса Христа в двух естествах и единой Ипостаси познаваемого» («Добротолюбие»). В Добротолюбии, переведённом с греческого Паисием Величковским на церковно-славянский это место было пропущено при переводе. В русском же переводе Феофана Затворника все сочинения Петра Дамаскина вообще изъяты (Добротолюбие, V том, 1900). Та же участь была при переводе этого места во всех изданиях сочинений Петра Дамаскина, переведённых с греческого на русский, место о двоеперстии изымали.
Паисий Величковский, писал о творениях Петра Дамаскина: «Я заглянул в книгу и увидел, что это была книга святого Петра Дамаскина. Невыразимая радость охватила мою душу. Я почувствовал, что нашёл на земле небесное сокровище». О Петре Дамаскине первый переводчик его сочинений на русский язык архимандрит Ювеналий (Половцев) писал: «В нём виден писатель, не заимствовавший только слова у других, как он говорит о себе, по глубокому своему смирению, но сам, по собственному опыту, ясно познавший истины внутренней жизни, уразумевший множество тонких сетей, окружающих внутреннюю и внешнюю деятельность христианина-подвижника; виден ратоборец, выходивший из них неуловимым, и потому неложно указывающий путь другим, желающим подвизаться».

## Сочинения
- Преподобный Петр Дамаскин. Творения, М., 1874
- Преподобный Петр Дамаскин. Творения, К., 1902
- Творения Преподобного и Богоносного отца нашего священномученика Петра Дамаскина в русском переводе с еллинно-греческого. В двух книгах. Издание третие Киево-Печерской Лавры. Киев. Типография Киевско-Печерской Успенской Лавры. 1905 г. 342 стр.
- Преподобный Петр Дамаскин. Творения. М., «Издание Свято-Троице-Сергиевой Лавры». ISBN 5-7789-0123-2; 2001 г. 320 стр.